# 진우철
진우철은 대한민국의 음악 그룹이다.

## 음반
- 네가 있기에 (2021)
- 사랑을 믿어요 (2022)
- 2022 강변가요제 뉴챌린지 Top20 리메이크 (2022)
- Sequence (2023)